# Reseda (Los Angeles)
Reseda (wym. rəˈsiːdə) – dzielnica Los Angeles, w San Fernando Valley. Została założona w 1912 roku, a budowa jej centralnej części biznesowej rozpoczęła się w 1915 roku.